# Guilherme d'Oliveira Martins
Guilherme Valdemar Pereira de Oliveira Martins GCC • GOIH • GCIH (Lisboa, 23 de setembro de 1952) é um jurista e político português.

## Biografia
Oitavo neto do 4.º Conde dos Arcos.

### Percurso académico e profissional
Estudou no Liceu Pedro Nunes, em Lisboa. É licenciado em Direito e mestre em Ciências Jurídico-Económicas.
Jurista na função pública, integrou os Ministérios das Finanças e da Indústria e Comércio, entre 1975 e 1986, e foi diretor dos Serviços Jurídicos da Direção-Geral do Tesouro. 
Foi igualmente assistente na Faculdade de Direito da Universidade de Lisboa, de 1977 a 1985, tendo lecionado noutras instituições de ensino, públicas e particulares, como professor convidado; entre 1987 e 1995,foi professor auxiliar convidado na Universidade Internacional, em Lisboa; desde 2003, é professor catedrático convidado da Faculdade de Direito da Universidade Lusíada de Lisboa; desde 2008, também no ISCSP.
Foi presidente do Tribunal de Contas entre 2005 e 2015 e, por inerência, do Conselho de Prevenção da Corrupção, de 2008 a 2015. 
A 9 de outubro de 2015, foi cooptado como membro executivo do Conselho de Administração da Fundação Gulbenkian, sucedendo a Eduardo Marçal Grilo, cargo que assumiu a 16 de novembro de 2015 para um mandato de 5 anos (até 2020), renovado até 2025.).
Guilherme d'Oliveira Martins foi eleito Sócio Correspondente da Academia Brasileira de Letras a 7 de outubro de 2021 ocupando a cadeira nº 20 em substituição do Filósofo, Professor, Ensaísta Eduardo Lourenço de Faria.
Desde 2022, é sócio efetivo da Classe de Letras da Academia das Ciências de Lisboa (9.ª Secção - Comunicação e Artes).

### Atividade pública
Iniciou o seu percurso político no Partido Social-Democrata (PSD). Foi militante fundador da Juventude Social Democrata, em 1974, e secretário-geral adjunto do então Partido Popular Democrático (PPD), sendo líder Francisco Sá Carneiro, eleito no II Congresso Nacional do partido, em Aveiro, em dezembro de 1975. 
Abandonou o PSD em abril de 1979, na cisão que deu origem à Ação Social Democrata Independente, acompanhando Joaquim Magalhães Mota, António de Sousa Franco, Jorge Miranda, José Manuel Sérvulo Correia, entre outros. Iniciava assim a sua aproximação ao Partido Socialista — em 1980, nas legislativas ganhas com maioria absoluta pela Aliança Democrática, tomou assento como deputado à Assembleia da República, já eleito pelo PS. Pelo meio, no ano de 1979, foi chamado a exercer funções como chefe de gabinete de António Sousa Franco, então Ministro das Finanças do efémero governo de Maria de Lourdes Pintasilgo. Em 1983. foi reeleito de novo como deputado independente pelo PS.
Em 1985, envolveu-se na primeira candidatura presidencial de Mário Soares, como membro da Comissão Política e porta-voz do MASP I - Movimento de Apoio Soares à Presidência. Com a vitória de Soares, foi designado assessor político da Casa Civil do Presidente da República, função que desempenhou até 1991.
Com a chegada de António Guterres ao governo, em 1995, foi chamado a ocupar os cargos de Secretário de Estado da Administração Educativa, de 1995 a 1999; Ministro da Educação, até 2000; Ministro da Presidência, de 2000 a 2002; e de Ministro das Finanças, entre 2001 e 2002. 
Ao todo, foi Deputado na Assembleia da República Portuguesa durante sete legislaturas. Entre os restantes cargos que exerceu, contam-se os de representante da Assembleia da República Portuguesa na Convenção para o Futuro da Europa, Secretário-Geral da Comissão Portuguesa da Fundação Europeia da Cultura, Presidente da SEDES, Vogal do Conselho de Administração da Fundação Mário Soares e Vice-Presidente da Comissão Nacional da UNESCO (1988-1994). 
Foi Presidente do Centro Nacional de Cultura entre 2002 e 2016. 
Em 2016, foi distinguido com três Doutoramentos Honoris Causa:
- Universidade Lusíada, a 26 de junho de 2016.
- Universidade Aberta, a 21 de setembro de 2016
- Instituto Superior de Ciências Sociais e Políticas, 12 de outubro de 2016

### Família
Casado e com três filhos, tem entre os seus ascendentes, Joaquim Pedro de Oliveira Martins (seu tio-bisavô), que foi membro da Geração de 70 e chegou a ministro dos Negócios da Fazenda e é 8.º neto do 4.º Conde dos Arcos.
É pai de Guilherme Waldemar d'Oliveira Martins, Secretário de Estado das Infraestruturas no XXI Governo Constitucional. É irmão do professor de Direito da Universidade Lusíada de Lisboa, Afonso d'Oliveira Martins, e cunhado da ex-presidente da Entidade das Contas e Financiamentos Políticos, Margarida Salema d'Oliveira Martins; e de António Capucho, ex-Ministro da Qualidade de Vida e também antigo Presidente da Câmara de Cascais.

## Principais obras publicadas
- Lições sobre a Constituição Económica Portuguesa (2 volumes)
- Oliveira Martins, uma Biografia
- Escola de Cidadãos - 2 edições
- O Enigma Europeu
- Educação ou Barbárie?
- Ministério das Finanças – Subsídios para a sua História no Bicentenário da Secretaria de Estado dos Negócios da Fazenda
- Portugal – Instituições e Factos (edições em inglês, francês e chinês)
- Audácia de País Moderno
- Oliveira Martins, um Combate de Ideias
- Ensaio sobre a Constituição Económica Portuguesa (com António de Sousa Franco)
- O Novo Tratado Constitucional Europeu
- Portugal - Identidade e Diferença - 3 edições
- Património, Herança e Memória - 2 edições
- Na Senda de Fernão Mendes - 2 edições

### Condecorações
- Grande-Oficial da Ordem do Infante D. Henrique de Portugal (5 de março de 1996)[6]
- Senhor Comendador da Real Ordem de Isabel a Católica de Espanha
- Grã-Cruz da Ordem Nacional do Cruzeiro do Sul do Brasil
- Oficial da Ordem Nacional da Legião de Honra de França
- Medalha de Gratidão do Centro Europeu de Solidariedade da Polónia
- Grande-Oficial da Ordem do Mérito da Polónia
- Medalha Municipal de Mérito Grau Ouro da Câmara Municipal de Loulé de Portugal
- Sócio Correspondente da Academia das Ciências de Lisboa de Portugal (eleito em 31 de maio de 2010)
- Membro Efetivo da Academia de Marinha de Portugal (eleito em 16 de dezembro de 2014)
- Académico de Mérito da Academia Portuguesa da História de Portugal (eleito em 6 de julho de 2015)
- Grã-Cruz da Ordem Militar de Cristo de Portugal (11 de novembro de 2015)[6]
- Grã-Cruz da Ordem do Infante D. Henrique de Portugal (5 de outubro de 2016)[6]
- Sócio efetivo da Academia das Ciências de Lisboa (2022)